# Місто шахраїв
«Місто шахраїв» («Bronx») — французький бойовик 2020 року, знятий режисером Олів'є Маршалем.

## Сюжет
У небезпечному злочинному світі Марселя, дві конкуруючі банди борються за панування в місті. Коли банда, організована корсиканським кланом Бастіані, який здебільшого займається контрабандою наркотиків, влаштовує масову стрілянину в барі просто неба, націлену на конкуруючу банду на чолі з Надалем, вбиває дев'ять відвідувачів, за розслідування цього жахливого злочину береться місцевий підрозділ поліції по боротьбі з бандами. В умовах напруженості, через чутки про корупцію, використання ними неортодоксальних методів і непорозуміння з наркоторговцями-конкурентами, підрозділ стає мішенню не тільки з боку лідерів цих жорстоких угруповань, а й потрапляє у фокус відділення внутрішніх справ поліції. Незабаром з'ясовується, що майор Коста працює на Бастіані, і напередодні попередив їх про план Надаля відвідати бар.

## У ролях
- Ланнік Готрі — Рішар Вронскі, командант підрозділу по боротьбі з бандами
- Станіслас Мерхар — Віллі Капелян, лейтенант відділу боротьби з бандами
- Кааріс — Макс Бомон, детектив відділу боротьби з бандами
- Девід Белль — Зак Дамато, детектив відділу боротьби з бандами
- Патрік Каталіфо — Жорж Кампана, головний комісар підрозділу боротьби з бандами
- Ерік Ебуане — Стефан Янкович, командир підрозділу боротьби з незаконним обігом наркотиків
- Жан Рено — Анж Леонетті, начальник поліції
- Мусса Мааскрі — Маріо Коста, майор бригади по боротьбі з бандитизмом
- Клаудія Кардінале — Катаріна Бастіані, кримінальний корсиканський матріарх
- Жерар Ланвен — Поль Маранцано, патріарх корсиканської банди
- Френсіс Рено — Франк Надаль, лідер конкуруючого з корсиканцями угруповання
- Жанна Борно — Елен Литвак, поліцейський лікар
- Катрін Маршаль — Катя де Вріндт, офіцер генеральної інспекції
- Барбара Опсомер — Манон Леонетті, співробітниця поліції, дочка Анжа Леонетті
- Даніель Грауле — Анжеліка Маранцано, дружина Поля Маранцано
- Еріка Сент — Зої Вронскі, вагітна дружина Рішара
- Дані — Анжеліка Маранцано, дружина Поля
- Ален Фігларц — Санту «великий» Бастіані, син Катаріни
- Седрік Апп'єтто — Антуан Фрагалья
- П'єр-Марі Москоні — Джозеф Бастіані
- Вірджил Бремлі — Віктор Сканга
- Анхель Бастерга — Тьєррі Бенц
- Амбер П'єтрі — Саша Капелян
- Мішель Фігларц — Нану Коста
- Жан-П'єр Санчес — Ріццо

## Знімальна група
- Режисер — Олів'є Маршаль
- Продюсери — Сідані Дюма, Адріан Політовскі
- Сценрій — Олів'є Маршаль
- Оператор — Дені Руден
- Композитор — Ерван Керморван